# Jalisco
Jalisco [chalisko] je jeden ze 31 států Mexika. Zabírá plochu 78595,9 km². Hraničí s Tichým oceánem na západě, mexickým státem Nayarit na severozápadě, státy Zacatecas, Aguascalientes, San Luis Potosí na severu, Guanajuato na východě a Colima a Michoacán na jihu. V roce 2020 ve státě Jalisco podle sčítání obyvatelstva žilo 8 348 151 obyvatel. Hlavním městem je Guadalajara.